# N4,N4-Diméthylcytidine
La N4,N4-diméthylcytidine (m42C) est un nucléoside dont la base nucléique est la N4,N4-diméthylcytosine, un dérivé diméthylé de la cytosine, l'ose étant le β-D-ribofuranose.